# قائمة الأخطاء التجريبية والاحتيال في الفيزياء
يتطلب العلم التجريبي الوصول إلى نفس النتائج عند تكرار التجربة، ولكن العديد من التجارب لا يطبق عليها هذا المعيار لأنها تجارب تجرى بالاحتيال أو عن طريق الخطأ. هذه قائمة بالأبحاث التي تم رفض نتائجها لاحقًا أو فقدت مصداقيتها، مما أدى إلى وضعها تحت فئة العلوم غير الصحيحة (علوم زائفة). تقدم بعض الأخطاء عندما تؤثر رغبة المجرب في نتيجة معينة دون وعي على اختيار البيانات (وهي مشكلة يمكن تجنبها في بعض الحالات مع بروتوكولات التجربة العمياء). كانت هناك أيضا حالات سوء سلوك علمي متعمد.

## الأخطاء التجريبية الشهيرة
- أشعة N (1903)

تأثير بصري خافت ابلغ عنه لا بإمكانية «رؤيته» حتى عندما تم فصل العنصر المسبب المفترض في أجهزتهم سرا.
- والتر كوفمان (1906) - ادعى القيام بتجربة علمية تثبت عدم صحة نظرية النسبية الخاصة.
- والتر سيدني آدمز (1924) - التحقق المبكر من تأثير الانزياح نحو انزياح أحمر جذبوي.
- استنساخ أول الماسة اصطناعية (1955)
- الإدعاء باكتشاف موجات الجاذبية (1970)
- جسيمات أوبس-ليون (1976)
- الانصهار الباردة (1989)
- خلفية الميكروويف الكونية (2014)

## حالات سوء سلوك علمي المزعومة
- روب (1926) - تجارب مشبوهة لأشعة القنال .
- ذاكرة الماء (1988)
- فيزياء المواد (~ 1999)
- إنتاج العنصر 118 (1999)